# Ahmed Hassan Zewail

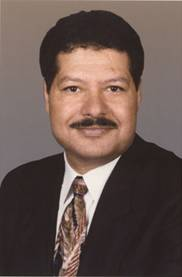
Ahmed Hassan Zewail

Ahmed Hassan Zewail (àrab: أحمد زويل, Aḥmad Zuwayl) (Damanhur, Egipte, 26 de febrer de 1946 - Pasadena, Estats Units, 2 d'agost de 2016) fou un químic i professor universitari nord-americà, d'origen egipci, guardonat amb el Premi Nobel de Química l'any 1999.

## Biografia
Va néixer el 26 de febrer de 1946 a la ciutat egípcia de Damanhur. Va estudiar química a la Universitat d'Alexandria, i posteriorment es traslladà als Estats Units per realitzar el doctorat l'any 1974 a la Universitat de Pennsilvània. Després de treballar dos anys a la Universitat de Berkeley es va traslladar a l'Institut Tecnològic de Califòrnia, on ocupà la càtedra Linus Pauling de fisicoquímica des de 1990.
Va morir el 2 d'agost de 2016 als Estats Units.

## Recerca científica
L'interès de Zewail per conèixer la dinàmica de les reaccions químiques en temps real, per saber què passa exactament i a quina velocitat entre reactius i productes, el va dur a projectar feixos de radiació làser de curta durada sobre les partícules formades durant una reacció química.
Basant-se en la capacitat d'àtoms i molècules d'absorbir o irradiar la llum incident distintament, modificant l'espectre de forma característica per a cadascun d'ells, Zewail pretenia identificar els elements que apareixien en els estadis intermedis d'una reacció. Però aquests estats són extremadament curts: de l'ordre de 10 a 100 femtosegons. No va ser fins a mitjans de la dècada del 1980, quan es van desenvolupar làsers capaços de llançar feixos tan curts, que Zewail va poder observar (usant el primer cop cianur de iode) la partició d'una molècula i el posterior allunyament dels fragments restants.
A partir d'aquell moment el seu equip va projectar nombrosos feixos làser sobre diferents reaccions, estudiant en cada cas els enllaços químics, els estats d'excitació i el moviment dels diferents àtoms i molècules que apareixen en els successius intermedis. La "filmació" de les reaccions químiques els va permetre descobrir que entre reactius i productes d'una reacció solen aparèixer nombroses molècules altament inestables i amb un temps de vida extremadament curt. Aquesta tècnica constitueix la base d'una nova branca de la química, l'anomenada femtoquímica, el desenvolupament de la qual permet entendre millor les reaccions del metabolisme dels éssers vius, com la fotosíntesi o l'efecte que produeix la llum sobre la retina. Per totes aquestes investigacions l'any 1999 fou guardonat amb el Premi Nobel de Química.